# Rafael Romero (voetballer)
Rafael Romero Serrano (Córdoba, 22 februari 1986), voetbalnaam Fali, is een Spaans voetballer. Hij speelt als verdediger bij Écija Balompié.
Fali begon als voetballer in de jeugd van Córdoba CF, de profclub uit zijn geboortestad. Vervolgens ging hij vanaf januari 2007 voor FC Barcelona C spelen. Na de opheffing van dit elftal in 2007 werd de verdediger door trainer Josep Guardiola overgeheveld naar FC Barcelona B. Met Barça B werd hij 2008 kampioen van de Tercera División Grupo 5.
Op 11 september 2007 debuteerde Fali in het eerste elftal van FC Barcelona. In de finale van de Copa de Catalunya tegen Gimnàstic de Tarragona kwam hij in de tweede helft als vervanger van David Córcoles in het veld. Fali speelde op 17 mei 2008 zijn eerste wedstrijd in de Primera División toen hij in de wedstrijd tegen Real Murcia als vervanger van Lilian Thuram in het veld kwam. In juli 2008 werd Fali gecontracteerd door Terrassa FC. Een jaar later trok hij naar Écija Balompié.
| seizoen    | club           | land   | competitie               | wed. | goals |
| ---------- | -------------- | ------ | ------------------------ | ---- | ----- |
| 2006/07    | FC Barcelona C | Spanje | Tercera División Grupo 5 | ??   | ??    |
| 2007/08    | FC Barcelona B | Spanje | Tercera División Grupo 5 | 13   | 0     |
| 2007/08    | FC Barcelona   | Spanje | Primera División         | 1    | 0     |
| Bijgewerkt | 19-05-2007     |        |                          |      |       |